# Episodi di Atypical (seconda stagione)
La seconda stagione della serie televisiva Atypical, composta da 10 episodi, è stata interamente pubblicata sul servizio di video on demand Netflix il 7 settembre 2018 in tutti i territori in cui il servizio è disponibile.

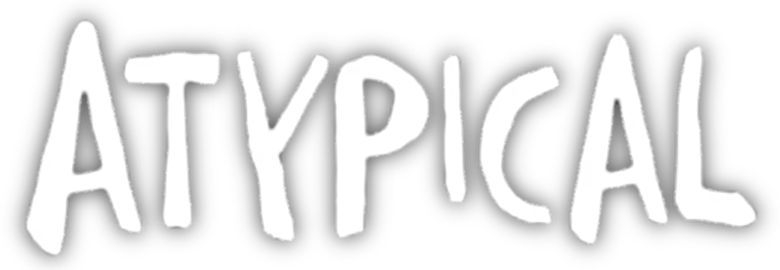

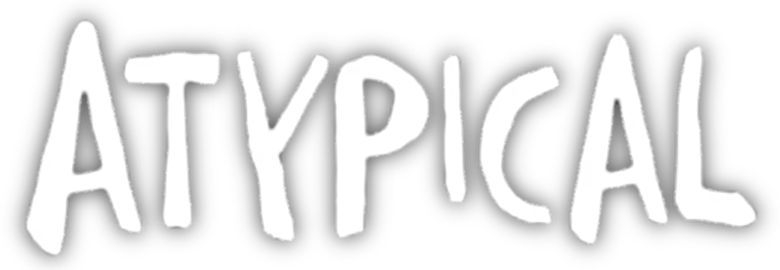

| nº | Titolo originale                       | Titolo italiano                                     | Pubblicazione USA | Pubblicazione Italia |
| -- | -------------------------------------- | --------------------------------------------------- | ----------------- | -------------------- |
| 1  | Juiced!                                | Il buco nell'Antartide                              | 7 settembre 2018  | 7 settembre 2018     |
| 2  | Penguin Cam and Chill                  | Webcam sui pinguini e distacco                      | 7 settembre 2018  | 7 settembre 2018     |
| 3  | Little Dude and the Lion               | Il piccolino e il leone                             | 7 settembre 2018  | 7 settembre 2018     |
| 4  | Pants on Fire                          | Le braghe in fiamme                                 | 7 settembre 2018  | 7 settembre 2018     |
| 5  | The Egg Is Pipping                     | L'uovo sta per schiudersi                           | 7 settembre 2018  | 7 settembre 2018     |
| 6  | In the Dragon's Lair                   | La tana del drago                                   | 7 settembre 2018  | 7 settembre 2018     |
| 7  | The Smudging                           | La sbavatura                                        | 7 settembre 2018  | 7 settembre 2018     |
| 8  | Living at an Angle                     | Vivere inclinato                                    | 7 settembre 2018  | 7 settembre 2018     |
| 9  | Ritual-licious                         | Ritual-izioso                                       | 7 settembre 2018  | 7 settembre 2018     |
| 10 | Ernest Shackleton's Rules for Survival | Le regole per la sopravvivenza di Ernest Shackleton | 7 settembre 2018  | 7 settembre 2018     |

## L'uovo sta per schiudersi
In un flashback, vediamo la reazione di Elsa e Doug all'apprendere che Sam è autistico; Elsa discute di terapie, mentre Doug vuole un altro parere medico. Nel presente, Doug nega a Elsa che il suo crollo sia stato un attacco di panico e rifiuta le sue offerte di aiuto in casa,a ma Casey lo convince a permettere a Elsa di rimanere a casa. Uno dei membri del gruppo di supporto di Sam esprime sorpresa per il fatto che non abbia un conto in banca, quindi lo convince a crearne uno. Su suggerimento di Izzie, Casey va a cena con gli amici della Clayton Prep. Evan chiede a Casey se può venire e lei accetta con riluttanza. Doug recita le quattro specie di pinguino antartico, su suggerimento di Sam, per calmarsi quando viene preso dal panico. Sam ha messo da parte 700 dollari da donare in beneficenza e il compagno di classe Arlo lo convince a dargli i soldi per una festa, che sostiene che farà a tema pinguino, con un'area allestita per le persone che possono guardare un uovo di pinguino antartico in diretta streaming che Sam sta guardando. Sam ne parla a Elsa e lei chiama la madre di Arlo. Doug offre a Elsa la chop suey per cena e lei si veste bene, ma scopre che lui ha mangiato il suo pasto separatamente e si è preparato a un coros di cucina. Evan è sorpresa di vedere come Casey si comporta con i suoi compagni di scuola, in particolare Nate, ed è sconvolta quando Casey interviene con "ma è davvero intelligente" dopo aver detto che frequenta una scuola di cucina. Arlo rompe il telefono di Sam, poiché i genitori di Arlo si sono resi conto che stava organizzando una festa dalla chiamata di Elsa. Sam va nel ripostiglio e cerca di usare il suo telefono rotto senza successo; Bailey gli presta il suo e guardano l'uovo di pinguino. Casey ed Evan litigano dopo la cena. Doug chiarisce che Elsa vive a casa, ma dice a Elsa che sono come coinquilini. La famiglia Gardner osserva la schiusa delle uova di Sam.